# Diputats a les Corts Valencianes (X Legislatura)
Esta és la llista dels 99 diputats a les Corts Valencianes que han conformat la institució legislativa de la Generalitat Valenciana durant la desena legislatura del País Valencià, període que s'inicià el 16 de maig de 2019.
| Nom                                   | Circumscripció | Partit               | Grup Parlamentari | Substitució                                                                          |
| ------------------------------------- | -------------- | -------------------- | ----------------- | ------------------------------------------------------------------------------------ |
| José Luis Aguirre Larrauri            | València       | Vox                  | Vox               |                                                                                      |
| Mònica Álvaro Cerezo                  | Castelló       | BLOC-Compromís       | Compromís         |                                                                                      |
| Concha Andrés Sanchis                 | València       | PSPV-PSOE            | Socialista        | Trinidad Castelló Cervera (des del 2/07/2019)                                        |
| Vicente Arques Cortés                 | Alacant        | PSPV-PSOE            | Socialista        |                                                                                      |
| Luis Arquillos Cruz                   | València       | Ciutadans            | Ciudadanos        |                                                                                      |
| Belén Bachero Traver                  | Castelló       | Iniciativa-Compromís | Compromís         |                                                                                      |
| Adrián Ballester Espinosa             | Alacant        | Partit Popular       | Popular           | Fernando Pastor Llorens (des del 4/09/2019)                                          |
| Ana Barceló Chico                     | Alacant        | PSPV-PSOE            | Socialista        |                                                                                      |
| Miguel Barrachina Ros                 | Castelló       | Partit Popular       | Popular           |                                                                                      |
| Elena María Bastidas Bono             | València       | Partit Popular       | Popular           |                                                                                      |
| Jorge Bellver Casaña                  | València       | Partit Popular       | Popular           |                                                                                      |
| Ana María Besalduch Besalduch         | Castelló       | PSPV-PSOE            | Socialista        |                                                                                      |
| Ernesto Blanch Marín                  | Castelló       | PSPV-PSOE            | Socialista        |                                                                                      |
| Estefanía de los Reyes Blanes León    | Alacant        | EUPV                 | Unides Podem      |                                                                                      |
| Alfredo Miguel Boix Pastor            | València       | PSPV-PSOE            | Socialista        | Michel Montaner Berbel (des del 26/06/2019)                                          |
| Isabel Plácida Bonig Trigueros        | València       | Partit Popular       | Popular           | Javier Zamora Courana (des del 12/05/2021) Verónica Marcos Puig (des del 18/05/2021) |
| María Gabriela Bravo San Estanislao   | València       | Independent          | Socialista        |                                                                                      |
| María Mercedes Caballero Hueso        | València       | PSPV-PSOE            | Socialista        |                                                                                      |
| Juan Carlos Caballero Montañés        | València       | Partit Popular       | Popular           |                                                                                      |
| Cristina Cabedo Laborda               | Castelló       | Podem                | Unides Podem      |                                                                                      |
| David Calvo Alfonso                   | València       | PSPV-PSOE            | Socialista        | Juan Luis Baixauli Mateu (des del 29/03/2023)                                        |
| Antonio Cantó García del Moral        | València       | Ciutadans            | Ciudadanos        | Asunción Sanchis Morera (des del 25/03/2021)                                         |
| Felipe Javier Carrasco Torres         | València       | Partit Popular       | Popular           |                                                                                      |
| Alfredo Cesáreo Castelló Sáez         | València       | Partit Popular       | Popular           |                                                                                      |
| María José Catalá Verdet              | València       | Partit Popular       | Popular           |                                                                                      |
| Ana María Cerdán Martínez             | Alacant        | Vox                  | Vox               |                                                                                      |
| José Francisco Chulvi Español         | Alacant        | PSPV-PSOE            | Socialista        |                                                                                      |
| José Císcar Bolufer                   | Alacant        | Partit Popular       | Popular           | María Luisa Gayo Madera (des del 14/01/2022)                                         |
| Rafael Climent González               | Alacant        | BLOC-Compromís       | Compromís         |                                                                                      |
| María de los Ángeles Criado Gonzálbez | València       | Vox                  | Vox               |                                                                                      |
| Elisa Díaz González                   | Alacant        | Partit Popular       | Popular           |                                                                                      |
| Maria Sabina Escrig Monzó             | Castelló       | PSPV-PSOE            | Socialista        |                                                                                      |
| Carles Esteve Aparicio                | València       | Iniciativa-Compromís | Compromís         |                                                                                      |
| Vicente Fernández García              | Castelló       | Ciutadans            | Ciudadanos        |                                                                                      |
| Graciela Noemí Ferrer Matvieychuc     | València       | Compromís            | Compromís         |                                                                                      |
| Francesc Xavier Ferri Fayos           | València       | BLOC-Compromís       | Compromís         | Francisco Javier Garcia Latorre (des del 25/01/2022)                                 |
| Cristina Gabarda Ortín                | Castelló       | Ciutadans            | Ciudadanos        |                                                                                      |
| David García Gomis                    | Alacant        | Vox                  | Vox               |                                                                                      |
| Patricia García Guasp                 | València       | Ciutadans            | Ciudadanos        |                                                                                      |
| Beatriz Gascó Enríquez                | Castelló       | Partit Popular       | Popular           |                                                                                      |
| Beatriz Gascó Verdier                 | Alacant        | Podem                | Unides Podem      |                                                                                      |
| Francisco Gil García                  | Castelló       | PSPV-PSOE            | Socialista        |                                                                                      |
| Yaneth Lucía Giraldo Jiménez          | Alacant        | Ciutadans            | Ciudadanos        |                                                                                      |
| Irene Rosario Gómez Santos            | Castelló       | Podem                | Unides Podem      |                                                                                      |
| Carlos Pablo Gracia Calandín          | València       | Ciutadans            | Ciudadanos        |                                                                                      |
| Rubén Ibáñez Bordonau                 | Castelló       | Partit Popular       | Popular           |                                                                                      |
| Carlos Laguna Asensi                  | Castelló       | PSPV-PSOE            | Socialista        |                                                                                      |
| María Pilar Lima Gozálvez             | València       | Podem                | Unides Podem      |                                                                                      |
| José María Llanos Pitarch             | València       | Vox                  | Vox               |                                                                                      |
| Fernando Enrique Llopis Pascual       | Alacant        | Ciutadans            | Ciudadanos        |                                                                                      |
| María Sandra Martín Pérez             | Alacant        | PSPV-PSOE            | Socialista        |                                                                                      |
| Rubén Martínez Dalmau                 | Alacant        | Podem                | Unides Podem      | Naiara Davó Bernabeu (des del 26/06/2019)                                            |
| Luis Martínez Fuentes                 | Castelló       | Partit Popular       | Popular           |                                                                                      |
| José Antonio Martínez Ortega          | Alacant        | Ciutadans            | Ciudadanos        |                                                                                      |
| Carmen Martínez Ramírez               | València       | PSPV-PSOE            | Socialista        |                                                                                      |
| Ferran Martínez Ruiz                  | València       | Podem                | Unides Podem      |                                                                                      |
| Vicent Marzà Ibáñez                   | Castelló       | BLOC-Compromís       | Compromís         |                                                                                      |
| Aitana Joana Mas Mas                  | Alacant        | Iniciativa-Compromís | Compromís         |                                                                                      |
| María de los Llanos Massó Linares     | Castelló       | Vox                  | Vox               |                                                                                      |
| Manuel Mata Gómez                     | València       | PSPV-PSOE            | Socialista        | Xelo Angulo Luna (des del 18/05/2022)                                                |
| Rosa María Menor Lucas                | Alacant        | Ciutadans            | Ciudadanos        |                                                                                      |
| Ruth María Merino Peña                | València       | Ciutadans            | Ciudadanos        | Fernando Juan Mulas Delgado (des del 23/01/2023)                                     |
| María Luisa Mezquita Juan             | Castelló       | Partit Popular       | Popular           |                                                                                      |
| Enric Xavier Morera Català            | València       | BLOC-Compromís       | Compromís         |                                                                                      |
| José Enrique Muñoz Lladró             | València       | PSPV-PSOE            | Socialista        |                                                                                      |
| David Muñoz Pérez                     | Castelló       | Vox                  | Vox               | Rebeca Serna Rosell (des del 4/09/2019)                                              |
| Rosa de Falastín Mustafá Ávila        | Alacant        | PSPV-PSOE            | Socialista        |                                                                                      |
| Josep Nadal Sendra                    | Alacant        | Compromís            | Compromís         |                                                                                      |
| Mònica Oltra Jarque                   | València       | Iniciativa-Compromís | Compromís         | Ferran Barberà Cabrera (des del 7/07/2022)                                           |
| Eva Ortiz Vilella                     | Alacant        | Partit Popular       | Popular           |                                                                                      |
| Miguel Pascual Pérez                  | Alacant        | Vox                  | Vox               |                                                                                      |
| Manuel Pérez Fenoll                   | Alacant        | Partit Popular       | Popular           |                                                                                      |
| Rosa María Pérez Garijo               | València       | EUPV                 | Unides Podem      |                                                                                      |
| Rosa María Peris Cervera              | València       | PSPV-PSOE            | Socialista        |                                                                                      |
| María del Carmen Peris Navarro        | València       | Ciutadans            | Ciudadanos        |                                                                                      |
| Manuel Pineda Cuenca                  | Alacant        | PSPV-PSOE            | Socialista        |                                                                                      |
| Jesús Pla Herrero                     | València       | BLOC-Compromís       | Compromís         |                                                                                      |
| Juan Ignacio Ponce Guardiola          | València       | VerdsEquo-Compromís  | Compromís         |                                                                                      |
| Eduardo del Pozo Querol               | Castelló       | Ciutadans            | Ciudadanos        |                                                                                      |
| Joaquín Francisco Puig Ferrer         | Castelló       | PSPV-PSOE            | Socialista        |                                                                                      |
| María Quiles Bailén                   | Alacant        | Ciutadans            | Ciudadanos        |                                                                                      |
| Carmen Luisa Robles Galindo           | València       | BLOC-Compromís       | Compromís         |                                                                                      |
| Cristina Rodríguez Armigen            | Alacant        | VerdsEquo-Compromís  | Compromís         |                                                                                      |
| Vicente Manuel Roglá Benedito         | València       | Vox                  | Vox               | Miriam Turiel Mollá (des del 13/10/2020)                                             |
| José Antonio Rovira Jover             | Alacant        | Partit Popular       | Popular           |                                                                                      |
| Francisco Rubio Delgado               | Alacant        | PSPV-PSOE            | Socialista        |                                                                                      |
| Jesús Salmerón Berga                  | València       | Ciutadans            | Ciudadanos        |                                                                                      |
| María José Salvador Rubert            | Castelló       | PSPV-PSOE            | Socialista        |                                                                                      |
| Jesús Sellés Quiles                   | Alacant        | PSPV-PSOE            | Socialista        |                                                                                      |
| Antonia Serna Serrano                 | Alacant        | PSPV-PSOE            | Socialista        | Aroa Mira Rojano (des de l'11/01/2021)                                               |
| Laura Soler Azorín                    | Alacant        | PSPV-PSOE            | Socialista        |                                                                                      |
| Vicent Enric Soler Marco              | València       | PSPV-PSOE            | Socialista        | Pedro Ruiz Castell (des del 10/09/2019)                                              |
| José Silverio Tena Sánchez            | Castelló       | BLOC-Compromís       | Compromís         |                                                                                      |
| Emigdio Tormo Moratalla               | Alacant        | Ciutadans            | Ciudadanos        |                                                                                      |
| Nathalie Torres García                | València       | BLOC-Compromís       | Compromís         |                                                                                      |
| Ana Vega Campos                       | Alacant        | Vox                  | Vox               |                                                                                      |
| Mercedes Ventura Campos               | Castelló       | Ciutadans            | Ciudadanos        |                                                                                      |
| Antonio Joaquín Woodward Poch         | Alacant        | Ciutadans            | Ciudadanos        |                                                                                      |
| José Juan Zaplana López               | Alacant        | Partit Popular       | Popular           |                                                                                      |